# Dolophones intricata
Dolophones intricata är en spindelart som beskrevs av William Joseph Rainbow 1915. Dolophones intricata ingår i släktet Dolophones och familjen hjulspindlar.
Artens utbredningsområde är Sydaustralien. Inga underarter finns listade i Catalogue of Life.